# Wojciech Lemański (muzyk)
Wojciech Lemański (ur. 13 sierpnia 1963 w Łodzi) – polski kompozytor muzyki teatralnej i filmowej, aranżer, dyrygent, muzyk i wykładowca.

## Życiorys
Studiował w Akademii Muzycznej w Łodzi, w klasie kompozycji prof. Jerzego Bauera. W swoim kompozytorskim dorobku ma muzykę do filmów fabularnych, m.in. w reżyserii Piotra Trzaskalskiego, Andrzeja Saramonowicza i Urszuli Urbaniak; muzykę do seriali fabularnych (w tym Trzeci oficer i Stulecie Winnych), a także do filmów dokumentalnych, animacji (Ichthys), seriali animowanych (Parauszek i przyjaciele) realizowanych w studio Se-ma-for, spektakli Teatru Telewizji i wielu przedstawień teatralnych w łódzkich teatrach: Studyjnym i Nowym. Filmy z jego muzyką, m.in.: Torowisko, Edi, Ichthys, Snępowina, Mój rower, odniosły wiele sukcesów na liczących się w świecie festiwalach. W 2003 roku za ścieżkę dźwiękową do filmu Edi otrzymał nominację do Polskich Nagród Filmowych „Polskie Orły”. W 2011 roku na festiwalu „ReAnimania” w Erywaniu (Armenia) animowany film Snępowina w reż. Marty Pajek otrzymał nagrodę za najlepszą muzykę.
Jako aranżer współpracuje między innymi z Orkiestrą Kameralną Primuz Akademii Muzycznej im. G. i K. Bacewiczów w Łodzi (Primuz Chamber Orchestra).
Wojciech Lemański jest wykładowcą Akademii Muzycznej im. Grażyny i Kiejstuta Bacewiczów w Łodzi i nauczycielem w Szkole Muzycznej II stopnia w Zduńskiej Woli.

## Filmografia[3]

### Filmy fabularne i seriale
- Torowisko - reż. Urszula Urbaniak (1999)
- Oczywiście, że miłość - reż. Piotr Gralak (2002)
- Edi - reż. Piotr Trzaskalski (2002)
- Sprawa na dziś - reż. Mikołaj Haremski (2003 – 2005)
- Mistrz - reż. Piotr Trzaskalski (2005)
- Trzeci oficer - reż. Maciej Dejczer (2008)
- Idealny facet dla mojej dziewczyny - reż. Tomasz Konecki (2009)
- Jak się pozbyć cellulitu - reż. Andrzej Saramonowicz (2011)
- Mój rower - reż. Piotr Trzaskalski (2012)
- Ewa - reż. Haim Tabakman (2015)
- Stulecie Winnych - serial - reż. Piotr Trzaskalski (2019-2022)
- Matka - serial - reż. Piotr Trzaskalski (2022)

### Filmy animowane
- Nerwowe życie – serial, reż. Piotr Dumała (1993)
- Kotek - reż. Mariusz Michalik i Piotr Trzaskalski (1995)
- Mamo, czy kury potrafią mówić? - reż. Tadeusz Wilkosz i Krystyna Krupska (1997)
- Lot - reż. Joanna Zacharzewska (1998)
- Fantastyczny sklep z kwiatami - reż. Paweł Partyka (2001)
- Ichthys - reż. Marek Skrobecki (2005)
- Doktor Charakter przedstawia – seria, reż. Piotr Dumała (2010, 2012)
- Snępowina - reż. Marta Pajek (2011)
- Parauszek i przyjaciele - reż. Krzysztof Brzozowski (2012 – 2014)
- Walizka - reż. Jacek Łechtański (2013)

### Filmy dokumentalne
- Profesor Jeremi Czaplicki - reż. Jakub Skoczeń (1994)
- Zdzisław Jaskuła - poeta ulicy Wschodniej - reż. Jakub Skoczeń (1995)
- Grzegorz Małecki - scenograf - reż. Jakub Skoczeń (1996)
- Stacja Radegest - reż. Małgorzata Burzyńska-Keller (2003)
- Ojcowski Park Narodowy - reż. Dorota Adamkiewicz (2005)
- Prosta historia wszystkiego - reż. Dorota Adamkiewicz (2007)
- Rodziców się nie wybiera - reż. Justyna Nowak (2008)
- Nie wyobrażam cobie życia bez tańczącego świata - reż. Jadwiga Żukowska (2008)
- Małe życie - reż. Dorota Adamkiewicz i Joanna Łęska (2012)
- Mały Alczyk, wielka sprawa - reż. Dorota Adamkiewicz i Joanna Łęska (2013)
- Martwa natura - reż. Sławomir Grünberg (2019)
- Łódź Kaliska. Klasycy absurdu - reż. Sławomir Grünberg (2023)

## Muzyka do spektakli teatralnych[3][4]
- Artysta niepotrzebny - Bruno Schulz - Teatr Studyjny w Łodzi (1991)
- Firma portretowa II - Teatr Studyjny w Łodzi (1991)
- Serce dzwonu - spektakl telewizyjny, TVP, reż. Piotr Trzaskalski (1996)
- Ballada o wielkiej makabrze - Teatr Studyjny w Łodzi (1997)
- Walizka - spektakl telewizyjny, reż. Piotr Trzaskalski (1998)
- Życie jest snem  Teatr Nowy w Łodzi (1999)
- Żywot Łazika z Tormesu - spektakl telewizyjny, reż. Piotr Trzaskalski (1999)
- Dalej niż na wakacje  - spektakl telewizyjny, reż. Piotr Trzaskalski (1999)
- Wigilijna opowieść - spektakl telewizyjny, reż. Piotr Trzaskalski (2000)
- Krzesiwo - Teatr Nowy w łodzi (2005)
- Kryzys - spektakl telewizyjny, reż. Piotr Trzaskalski (2006)
- Krzesiwo - Teatr Zagłębia, Sosnowiec (2007)
- Nocną porą - spektakl telewizyjny, reż. Piotr Trzaskalski (2008)
- Wróg ludu - spektakl telewizyjny, reż Piotr Trzaskalski (2009)
- Pippi Långstrump - Teatr Nowy w łodzi (2011)